# Klubowy Puchar Europy kobiet w szachach (2016)
2016 – dwudziesty pierwszy sezon Klubowego Pucharu Europy kobiet w szachach. Rozgrywki odbyły się w Nowym Sadzie w dniach 6–12 listopada 2016 roku. Tytuł zdobył monakijski CE Monte-Carlo.

## Format rozgrywek
Turniej odbywał się systemem szwajcarskim na dystansie siedmiu rund. W przypadku identycznej liczby punktów decydował system Sonneborna-Bergera, a przy dalszej równości – łączna liczba punktów uzyskanych przez zawodniczki.

## Uczestnicy
W nawiasie podano średni ranking Elo. Źródło: OlimpBase
- Midland Monarchs (2135)
- ASVÖ Pamhagen (2017)
- Odlar Yurdu (2349)
- Nona Batumi (2452)
- Hapoel Riszon le-Cijjon (2067)
- Margiris Kowno (1941)
- CE Monte-Carlo (2552)
- Jugra Chanty-Mansyjsk (2453)
- Ładja Kazań (2271)
- Michaił Czigorin Petersburg (2339)
- SzSM Legacy Square Moskwa (2420)
- Jelica PEP Goračići (2346)
- CS R. Fischer Chieti (2192)
- Lazio Scacchi (2284)

## Rozgrywki

### Runda 1
Źródło: OlimpBase
6 listopada 2016
| CE Monte-Carlo – Lazio Scacchi 3:1                |
| Ładja Kazań – Nona Batumi ½:3½                    |
| Jugra Chanty-Mansyjsk – CS R. Fischer Chieti 3:1  |
| Midland Monarchs – SzSM Legacy Square Moskwa ½:3½ |
| Odlar Yurdu – Hapoel Riszon le-Cijjon 3½:½        |
| ASVÖ Pamhagen – Michaił Czigorin Petersburg ½:3½  |
| Jelica PEP Goračići – Margiris Kowno 3:1          |

### Runda 2
Źródło: OlimpBase
7 listopada 2016
| Nona Batumi – Michaił Czigorin Petersburg 2½:1½ |
| SzSM Legacy Square Moskwa – CE Monte-Carlo 1:3  |
| Jugra Chanty-Mansyjsk – Odlar Yurdu 2½:1½       |
| Lazio Scacchi – Jelica PEP Goračići 3:1         |
| CS R. Fischer Chieti – Midland Monarchs 2½:1½   |
| Margiris Kowno – Hapoel Riszon le-Cijjon 2½:1½  |
| ASVÖ Pamhagen – Ładja Kazań ½:3½                |

### Runda 3
Źródło: OlimpBase
8 listopada 2016
| CE Monte-Carlo – Nona Batumi 2½:1½                      |
| Michaił Czigorin Petersburg – Jugra Chanty-Mansyjsk 1:3 |
| Odlar Yurdu – Lazio Scacchi 2½:1½                       |
| Jelica PEP Goračići – CS R. Fischer Chieti 2:2          |
| Ładja Kazań – SzSM Legacy Square Moskwa 2½:1½           |
| Midland Monarchs – Margiris Kowno 2:2                   |
| Hapoel Riszon le-Cijjon – ASVÖ Pamhagen 1:3             |

### Runda 4
Źródło: OlimpBase
9 listopada 2016
| Jugra Chanty-Mansyjsk – CE Monte-Carlo 1½:2½     |
| Nona Batumi – Odlar Yurdu 2:2                    |
| Jelica PEP Goračići – Ładja Kazań 1½:2½          |
| CS R. Fischer Chieti – Margiris Kowno 2½:1½      |
| Lazio Scacchi – Michaił Czigorin Petersburg ½:3½ |
| SzSM Legacy Square Moskwa – ASVÖ Pamhagen 4:0    |
| Hapoel Riszon le-Cijjon – Midland Monarchs 2:2   |

### Runda 5
Źródło: OlimpBase
10 listopada 2016
| CE Monte-Carlo – Ładja Kazań 4:0                        |
| Nona Batumi – Jugra Chanty-Mansyjsk 2½:1½               |
| Odlar Yurdu – CS R. Fischer Chieti 2:2                  |
| Margiris Kowno – SzSM Legacy Square Moskwa 1:3          |
| Michaił Czigorin Petersburg – Jelica PEP Goračići 2½:1½ |
| ASVÖ Pamhagen – Midland Monarchs ½:3½                   |
| Lazio Scacchi – Hapoel Riszon le-Cijjon 1:3             |

### Runda 6
Źródło: OlimpBase
11 listopada 2016
| Michaił Czigorin Petersburg – CE Monte-Carlo 1½:2½    |
| CS R. Fischer Chieti – Nona Batumi 1½:2½              |
| SzSM Legacy Square Moskwa – Jugra Chanty-Mansyjsk 1:3 |
| Midland Monarchs – Odlar Yurdu 1½:2½                  |
| Ładja Kazań – Margiris Kowno 4:0                      |
| Hapoel Riszon le-Cijjon – Jelica PEP Goračići ½:3½    |
| ASVÖ Pamhagen – Lazio Scacchi 2½:1½                   |

### Runda 7
Źródło: OlimpBase
12 listopada 2016
| CE Monte-Carlo – Odlar Yurdu 4:0                   |
| Nona Batumi – SzSM Legacy Square Moskwa 2½:1½      |
| Jugra Chanty-Mansyjsk – Ładja Kazań 3:1            |
| Midland Monarchs – Michaił Czigorin Petersburg 2:2 |
| CS R. Fischer Chieti – Hapoel Riszon le-Cijjon 3:1 |
| Jelica PEP Goračići – ASVÖ Pamhagen 3:1            |
| Margiris Kowno – Lazio Scacchi 1:3                 |

## Klasyfikacja
Źródło: OlimpBase
| Msc | Zespół                      | M | W | R | P | Pkt |
| --- | --------------------------- | - | - | - | - | --- |
| 1   | CE Monte-Carlo              | 7 | 7 | 0 | 0 | 14  |
| 2   | Nona Batumi                 | 7 | 5 | 1 | 1 | 11  |
| 3   | Jugra Chanty-Mansyjsk       | 7 | 5 | 0 | 2 | 10  |
| 4   | CS R. Fischer Chieti        | 7 | 3 | 2 | 2 | 8   |
| 5   | Odlar Yurdu                 | 7 | 3 | 2 | 2 | 8   |
| 6   | Ładja Kazań                 | 7 | 4 | 0 | 3 | 8   |
| 7   | Michaił Czigorin Petersburg | 7 | 3 | 1 | 3 | 7   |
| 8   | Jelica PEP Goračići         | 7 | 3 | 1 | 3 | 7   |
| 9   | SzSM Legacy Square Moskwa   | 7 | 3 | 0 | 4 | 6   |
| 10  | Midland Monarchs            | 7 | 1 | 3 | 3 | 5   |
| 11  | Lazio Scacchi               | 7 | 2 | 0 | 5 | 4   |
| 12  | ASVÖ Pamhagen               | 7 | 2 | 0 | 5 | 4   |
| 13  | Hapoel Riszon le-Cijjon     | 7 | 1 | 1 | 5 | 3   |
| 14  | Margiris Kowno              | 7 | 1 | 1 | 5 | 3   |